# Gnathia triospathiona
Gnathia triospathiona är en kräftdjursart som beskrevs av David R. Boone 1918. Gnathia triospathiona ingår i släktet Gnathia och familjen Gnathiidae.
Artens utbredningsområde är Mexikanska golfen. Inga underarter finns listade i Catalogue of Life.